# Bromisoval
Bromisoval ist ein Arzneistoff, der als Sedativum und Hypnotikum verwendet wurde. Es wurde 1906 von Knoll als Bromural® (außer Handel) patentiert.

## Chemie
Chemisch gesehen handelt es sich dabei um ein bromiertes Harnstoff-Derivat (Bromacylureid), das mit dem Carbromal verwandt ist. Außerdem stehen die Bromacylureide strukturell der Barbitursäure nahe. Bromisoval enthält ein Stereozentrum, folglich gibt es zwei Stereoisomere, (R)-Bromisoval und (S)-Bromisoval. Das 1:1-Gemisch aus (R)-Bromisoval und (S)-Bromisoval ist (RS)-Bromisoval, ein Racemat.

## Wirkung
Bromacylureide sind schwächer hypnotisch wirksam als die Barbiturate. Bei der Biotransformation dieser Wirkstoffe werden Bromid-Ionen frei, die eine Eliminationshalbwertszeit von 12 Tagen aufweisen. Dies führt bei längerer Anwendung zu einer Kumulation.

## Unerwünschte Wirkungen
Bromisoval kann bei längerer Einnahme zu einer chronischen Bromvergiftung (sogenannter Bromismus) führen – siehe Kaliumbromid: Verwendung. Bei Überdosierung zeigen sich ähnliche Symptome wie bei den Barbituraten, jedoch ist die Letalität wegen der Gefahr des Auftretens einer Schocklunge sehr hoch (4–6 %). Es besteht außerdem die Gefahr der Entwicklung einer Abhängigkeit.